# Любимец Нового Орлеана
«Люби́мец Но́вого Орлеа́на» (англ. The Toast of New Orleans) — американский художественный музыкальный фильм 1950 года режиссёра Нормана Таурога, в главных ролях Марио Ланца и Кэтрин Грэйсон.

## Сюжет
Сюжет разворачивается вокруг Пепе Дюваля, весельчака, шутника, любителя песен. Его дядюшка не очень доволен такому поведению племянника, ведь все мужчины в их роду были рыбаками, и Пепе должен последовать их примеру.
Тем временем юноша знакомится с оперной певицей Сюзетт, и эта встреча круто меняет всю его жизнь.

## В ролях
- Марио Ланца — Пепе Дюваль (советский дубляж — Виктор Рождественский)
- Кэтрин Грэйсон — Сюзетт Мишелин
- Дэвид Найвен — Жак
- Джеймс Митчел — Пьер
- Джозеф Кэролл Нейш — дядя Ники Дюваль
- Ричард Хэйгман — маэстро Треллини
- Рита Морено — Тина
- Леон Беласко — руководитель доминиканского оркестра (в титрах не указан)

## Съёмочная группа
- Режиссёр: Норман Таурог
- Продюсер: Джо Пастернак
- Композиторы: Николас Бродский, Джони Грин
- Сценаристы: Сай Гомберг, Джордж Уэллс
- Оператор: Джозеф Раттенберг

## Дополнительные факты
Тираж пластинок с песней Be my love только в США превысил десять миллионов экземпляров.